# Kabinett Duterte
Das Kabinett Duterte bildete vom 30. Juni 2016 bis zum 30. Juni 2022 die Regierung der Philippinen. Es wurde vom Kabinett Marcos Jr. abgelöst.  

## Kabinettsmitglieder
| Amt                                                                 | Foto | Name                      | Amtszeit                               |
| ------------------------------------------------------------------- | ---- | ------------------------- | -------------------------------------- |
| Präsident                                                           |      | Rodrigo Roa Duterte       | seit 30. Juni 2016                     |
| Vizepräsidentin                                                     |      | Leni Robredo              | seit 30. Juni 2016                     |
| Stabschef im Präsidialbüro                                          |      | Salvador Medialdea        | seit 30. Juni 2016                     |
| Generaldirektor der nationalen Wirtschafts- und Entwicklungsbehörde |      | Ernesto Pernia            | 30. Juni 2016 – 17. April 2020         |
| Generaldirektor der nationalen Wirtschafts- und Entwicklungsbehörde |      | Karl Kendrick Chua        | seit 17. April 2020                    |
| Minister für Agrarreform                                            |      | Rafael V. Mariano         | 30. Juni 2016 – 6. September 2017      |
| Minister für Agrarreform                                            |      | Rosalina Bistoyong        | 11. September 2017 – 30. November 2017 |
| Minister für Agrarreform                                            |      | John Castriciones         | seit 1. Dezember 2017                  |
| Minister für Landwirtschaft                                         |      | Emmanuel Piñol            | 30. Juni 2016 – 27. Juni 2019          |
| Minister für Landwirtschaft                                         |      | William Dar               | seit 5. August 2019                    |
| Minister für Haushalt und Verwaltung                                |      | Benjamin Diokno           | 30. Juni 2016 – 4. März 2019           |
| Minister für Haushalt und Verwaltung                                |      | Janet Abuel               | 5. März 2019 – 5. August 2019          |
| Minister für Haushalt und Verwaltung                                |      | Wendel Avisado            | seit 5. August 2019                    |
| Ministerin für Bildung                                              |      | Leonor Briones            | seit 30. Juni 2016                     |
| Minister für Energie                                                |      | Alfonso Cusi              | seit 30. Juni 2016                     |
| Minister für Umwelt und natürliche Ressourcen                       |      | Gina Lopez                | 30. Juni 2016 – 3. Mai 2017            |
| Minister für Umwelt und natürliche Ressourcen                       |      | Roy Cimatu                | seit 8. Mai 2017                       |
| Minister für Finanzen                                               |      | Carlos Dominguez III      | seit 30. Juni 2016                     |
| Minister für Auswärtiges                                            |      | Perfecto Yasay junior     | 30. Juni 2016 – 8. März 2017           |
| Minister für Auswärtiges                                            |      | Enrique Manalo            | 9. März 2017 – 17. Mai 2017            |
| Minister für Auswärtiges                                            |      | Alan Peter Cayetano       | 18. Mai 2017 – 17. Oktober 2018        |
| Minister für Auswärtiges                                            |      | Teodoro Locsin junior     | seit 17. Oktober 2018                  |
| Minister für Gesundheit                                             |      | Paulyn Ubial              | 30. Juni 2016 – 10. Oktober 2017       |
| Minister für Gesundheit                                             |      | Herminigildo V. Valle     | 12. Oktober 2017 – 25. Oktober 2017    |
| Minister für Gesundheit                                             |      | Francisco Duque           | seit 26. Oktober 2017                  |
| Minister für Siedlungen und Stadtentwicklung                        |      | Eduardo del Rosario       | seit 7. Januar 2020                    |
| Minister für Informations- und Kommunikationstechnologie            |      | Rodolfo Salalima          | 30. Juni 2016 – 22. September 2017     |
| Minister für Informations- und Kommunikationstechnologie            |      | Eliseo Rio junior         | 10. Oktober 2017 – 30. Juni 2019       |
| Minister für Informations- und Kommunikationstechnologie            |      | Gregorio Honasan          | seit 1. Juli 2019                      |
| Minister für Inneres und Lokale Angelegenheiten                     |      | Ismael Sueno              | 30. Juni 2016 – 4. April 2017          |
| Minister für Inneres und Lokale Angelegenheiten                     |      | Catalino Cuy              | 5. April 2017 – 4. Januar 2018         |
| Minister für Inneres und Lokale Angelegenheiten                     |      | Eduardo Año               | seit 5. Januar 2018                    |
| Minister für Justiz                                                 |      | Vitaliano Aguirre II      | 30. Juni 2016 – 5. April 2018          |
| Minister für Justiz                                                 |      | Menardo Guevarra          | seit 5. April 2018                     |
| Minister für Arbeit und Beschäftigung                               |      | Silvestre Bello III       | seit 30. Juni 2016                     |
| Minister für nationale Verteidigung                                 |      | Delfin Lorenzana          | seit 30. Juni 2016                     |
| Minister für öffentliche Arbeiten und Infrastruktur                 |      | Rafael Yabut              | 30. Juni 2016 – 31. Juli 2016          |
| Minister für öffentliche Arbeiten und Infrastruktur                 |      | Mark Villar               | seit 1. August 2016                    |
| Minister für Wissenschaft und Technologie                           |      | Fortunato de la Peña      | seit 30. Juni 2016                     |
| Minister für soziale Wohlfahrt und Entwicklung                      |      | Judy Taguiwalo            | 30. Juni 2016 – 16. August 2017        |
| Minister für soziale Wohlfahrt und Entwicklung                      |      | Emmanuel A. Leyco         | 19. August 2017 – 9. Mai 2018          |
| Minister für soziale Wohlfahrt und Entwicklung                      |      | Virginia Orogo            | 10. Mai 2018 – 16. Oktober 2018        |
| Minister für soziale Wohlfahrt und Entwicklung                      |      | Rolando Joselito Bautista | seit 17. Oktober 2018                  |
| Ministerin für Tourismus                                            |      | Wanda Tulfo Teo           | 30. Juni 2016 – 8. Mai 2018            |
| Ministerin für Tourismus                                            |      | Bernadette Romulo-Puyat   | seit 8. Mai 2018                       |
| Minister für Handel und Industrie                                   |      | Ramon Lopez               | seit 30. Juni 2016                     |
| Minister für Verkehr                                                |      | Arthur Tugade             | seit 30. Juni 2016                     |
| Regierungssprecher                                                  |      | Ernesto Abella            | 30. Juni 2016 – 16. Oktober 2017       |
| Regierungssprecher                                                  |      | Harry Roque               | 27. Oktober 2017 – 15. Oktober 2018    |
| Regierungssprecher                                                  |      | Salvador Panelo           | 15. Oktober 2018 – 13. April 2020      |
| Regierungssprecher                                                  |      | Harry Roque               | seit 13. April 2020                    |
| Nationaler Sicherheitsberater                                       |      | Hermogenes Esperon        | seit 30. Juni 2016                     |